# Thomas Ulmer
Thomas Ulmer (ur. 25 lipca 1956 w Karlsruhe) – niemiecki polityk i lekarz, poseł do Parlamentu Europejskiego VI i VII kadencji.

## Życiorys
Studiował medycynę na uczelniach w Heidelbergu, Mannheim oraz Fryburgu Bryzgowijskim. W 1985 uzyskał uprawnienia do wykonywania zawodu lekarza, wcześniej uzyskał stopień naukowy doktora. Specjalizował się w medycynie ogólnej, a później także medycynie sportowej, pracy i wypadkowej. Od 1986 prowadził własną praktykę lekarską.
Wstąpił do Unii Chrześcijańsko-Demokratycznej. Od 1990 obejmował kierownicze funkcje we władzach powiatowych tej partii, w 2005 wszedł do zarządu regionu Badenia-Wirtembergia. Od 1984 sprawował mandat radnego miasta Mosbach, był wybierany także do rady powiatu Neckar-Odenwald.
W 2004 z listy CDU uzyskał mandat deputowanego do Parlamentu Europejskiego. W wyborach europejskich w 2009 z powodzeniem ubiegał się o reelekcję.